# Flóra Martos
Flóra Martos (* 28. September 1897 in Budapest; † 30. Dezember 1938 in Prag) war eine ungarische Chemikerin, Kommunistin und Leiterin der Ungarischen Roten Hilfe.

## Leben
Martos wollte Ärztin werden, aber ihre Familie konnte die Kosten eines Studiums nicht tragen. Daher wurde sie Röntgenassistentin an der Charité-Poliklinik in Budapest. 1918 trat sie der Sozialdemokratischen Partei Ungarns (SZDP) bei. Sie gehörte dem linken Flügel der Partei an. Während der Ungarischen Räterepublik arbeitete sie für die Kinderfreunde-Bewegung.
Nach dem Sturz der Räterepublik beteiligte sie sich an der Unterstützung von Internierten, insbesondere unterstützte sie die Gefangenen des Internierungslagers in Zalaegerszeg. Martos half den ungarischen Verband der Privatangestellten zu reorganisieren und kam in Kontakt mit der illegalen kommunistischen Bewegung. Sie war Mitbegründerin der Roten Hilfe, die sie später leitete. Martos legte ein Diplom als Industriechemikerin ab und arbeitete anschließend in den Laboratorien der Shell Oil Company in Csepel bei Budapest. 1927 trat sie der illegalen Kommunistischen Partei Ungarns (KMP) bei. 1930 wurde Martos verhaftet. Nach acht Monaten Haft kam sie im Mai 1931 frei. Sie wurde anschließend wiederholt verhaftet.
Martos erlag 1938 in einem Prager Sanatorium einer schweren Krankheit, die sie sich während ihrer Gefängnisaufenthalte zugezogen hatte.

## Ehrungen
- In zahlreichen ungarischen Städten und Ortschaften sind Straßen nach Martos benannt (Martos Flóra utca), so in Ajka, Balatonfenyves, Dédestapolcsány, Gyomaendrőd, Kecskemét, Szarvas und Szekszárd.
- In Sopron und Budapest (heute: Óbudai Gimnázium) waren Gymnasien nach ihr benannt. Das Martos Flóra Kollégium der Fakultät für Chemieingenieurwesen der Technischen Universität Budapest trägt noch heute ihren Namen.
- Die Ungarische Post gab 1972 anlässlich ihres 75. Geburtstages eine Sondermarke heraus.